# Бордој
Бордој или (перс. Borðoy) је острво у саставу Фарских Острва. Налази се североисточном делу. Захвата површину од 96 км² и на њему живи око 5.000 становника. Највеће место је град Клаксвик. Највиши врх острва је Локи са 755m.

## Насеља
На Бордоју се налази осам насеља:
- Клаксвик (Klaksvik)
- Нордојри (Norðoyri)
- Анир
- Арнафјердур (Árnafjørður)
- Стронд (Strond)
- Нордтофтир (Norðtoftir)
- Депил (Depil)
- Норддепил (Norðdepil)

## Галерија
- Клаксвик, највеће место
- Поштанска марка острва
- Поглед на планине